# Fred Karger (musicista)
Fred Karger, nato Frederick Maxwell Karger Jr. (13 febbraio 1916 – Santa Monica, 5 agosto 1979), è stato un compositore e musicista statunitense.

## Biografia
Figlio del produttore Maxwell Karger e di Ann Conley, una popolare artista di vaudeville, Fred Karger è figlio d'arte. Nato il 13 febbraio 1916, studiò musica e composizione musicale. Arrangiatore e compositore, iniziò a lavorare per il cinema alla Columbia Pictures Corporation dopo la seconda guerra mondiale.
Interpretato da Taylor Nichols, il personaggio di Fred Karger appare nel bio film Norma Jean e Marilyn del 1996.

## Vita privata
Separato dalla moglie Patti Sacks, viveva con il figlio. Addetto al reparto musiche di numerosi film, era anche maestro di canto. Fra i suoi allievi vi fu Marilyn Monroe, alla quale doveva insegnare dizione, canto e a impostare la voce. La giovane attrice si innamorò di Karger, ma lui pare che la criticasse in continuazione, maltrattandola in ogni occasione,. Il suo comportamento, però, non fece altro che a farla infatuare ancora di più. Stanco di quel rapporto, Karger decide di lasciarla, convinto che oltretutto non sarebbe stata la madre che lui cercava per suo figlio.
Il 1º novembre 1952, Karger sposò l'attrice Jane Wyman che era al suo quarto matrimonio (l'ultimo marito della Wyman era stato l'attore Ronald Reagan, futuro presidente degli Stati Uniti, dal quale aveva avuto tre figli). La coppia divorziò due anni dopo (il 7 dicembre 1954) per convolare a nuove nozze l'11 marzo 1961. Ma anche questo secondo matrimonio finì il 9 marzo 1965. Nel 1968, Karger si sposò per la quarta e ultima volta con Elizabeth Derrick.

## Filmografia

### Compositore
- Giù sulla terra (1947), non accreditato
- Orchidea bionda (1948), non accreditato
- Purple Heart Diary (1951), non accreditato
- Salvate il re (1952), non accreditato
- Il grande caldo (1953), non accreditato
- Duello all'ultimo sangue (1953), non accreditato
- Asfalto rosso (1954), non accreditato
- Mia moglie preferisce suo marito (1955), non accreditato
- Miami Expose (1956), non accreditato
- La figlia del capo indiano (1956), non accreditato
- La statua che urla (1958), non accreditato

### Direttore d'orchestra
- Il monte di Venere (1964)
- When the Boys Meet the Girls (1965)
- Avventura in Oriente (1965)
- La ragazza dalla calda pelle (1967)
- A Time to Sing (1968)
- The Young Runaways (1968)
- La polizia non perdona (1972)

### Coordinatore musicale
- Ciao ciao Birdie (1963),
- Incantesimo (1956)

### Film o documentari dove appare Fred Karger
- Norma Jean e Marilyn (Norma Jean & Marilyn), regia di Tim Fywell (1996)